# Jonna Brengel
Jonna Brengel (* 14. September 2004 in München) ist eine deutsche Fußballspielerin.

## Karriere

### Vereine
Brengel begann in Taufkirchen beim Sportverein-Deutsche Jugendkraft Taufkirchen mit dem Fußballspielen. Im weiteren Verlauf spielte sie in der Juniorenmannschaft des 1. FC Kaiserslautern und schloss sich im Alter von zehn Jahren dem von Axel Roos gegründeten Sport- und Fußballclub Kaiserslautern an. In der Saison 2018/19 kam sie in der Staffel West/Südwest der B-Juniorinnen-Bundesliga für die B-Jugendmannschaft des FC Speyer 09 in 18 Punktspielen zum Einsatz, in denen sie sich mit 13 Tore zur Torschützenkönigin schoss. Anschließend wurde sie in der Staffel Süd in 13 Punktspielen der B-Juniorinnenmannschaft des SC Freiburg eingesetzt, in denen sie neun Tore erzielte.
Nach Hessen gelangt, gehörte sie ab der Saison 2020/21 der zweiten Mannschaft von Eintracht Frankfurt an. In der Staffel Süd der seinerzeit zweigleisigen 2. Bundesliga bestritt sie ihre ersten 16 Punktspiele im Seniorinnenbereich. Ihr Debüt krönte sie zum Saisonauftakt am 4. Oktober 2020 bei der 1:2-Niederlage im Heimspiel gegen die zweite Mannschaft der TSG 1899 Hoffenheim gleich mit ihrem ersten und einzigen Saisontor, der 1:0-Führung in der 17. Minute. In der Folgesaison bedeuteten 24 Punktspiele und neun Tore jeweils persönlicher Bestwert. Zur Saison 2022/23 rückte sie in die erste Mannschaft auf und debütierte am 9. Dezember 2022 (10. Spieltag) in der Bundesliga: Im Heimspiel gegen Turbine Potsdam (3:0) wurde sie in der 83. Minute für Nicole Anyomi eingewechselt. Aufgrund eines am 5. Februar im Zweitligaspiel beim SC Freiburg erlittenen Kreuzbandrisses verpasste sie die Rückrunde der Saison. Ihr Comeback feierte Jonna Brengel am 22. Oktober 2023 beim 2:0-Sieg im Zweitligaspiel auswärts gegen Borussia Mönchengladbach. Am 31. Januar 2024 debütierte sie gegen FC Rosengard in der UEFA Womens Champions League beim 5:0-Sieg im Deutsche Bank Park.
Zur Saison 2024/25 wurde sie vom Zweitligisten 1. FC Nürnberg verpflichtet. Dort debütierte sie am 7. September 2024 im DFB-Pokal im Spiel gegen den Erstligisten SC Freiburg, wo das Team erst in der Verlängerung 1:2 unterlag.

### Auswahl-/Nationalmannschaft
Als Spielerin der U14- und U16 Auswahlmannschaft des Südwestdeutschen Fußballverbandes nahm sie 2017, 2018 und 2019 jeweils am Turnier um den DFB-Länderpokal an der Sportschule Wedau in Duisburg teil und erzielte in insgesamt elf Spielen drei Tore.
Ihr Debüt als Nationalspielerin erfolgte in der U16-Nationalmannschaft. Das am 5. November 2019 in Køge in Freundschaft ausgetragene Länderspiel gegen die U16-Nationalmannschaft Dänemarks wurde mit 6:1 gewonnen, zu dem sie mit zwei Toren beitragen hatte. Der zweite Vergleich zwei Tage später an selber Stätte endete 1:1 unentschieden.
Für die U19-Nationalmannschaft debütierte sie am 18. September 2021 in Wolgograd im zweiten Spiel der Ersten EM-Qualifikationsrunde, Gruppe 3 beim 0:0-Unentschieden gegen die U19-Nationalmannschaft Russlands. Ihr erstes Länderspieltor für diese Altersklasse erzielte sie am 8. November 2022 im ersten Spiel der Ersten Qualifikationsrunde, Gruppe 6 beim 5:0-Sieg über die U19-Nationalmannschaft Israels mit dem Treffer zum 2:0 in der 15. Minute.

## Erfolge
- Aufstieg in die Bundesliga 2025